# Venansault
 Venansault  es una población y comuna francesa, en la región de Países del Loira, departamento de Vendée, en el distrito de La Roche-sur-Yon y cantón de La Roche-sur-Yon-Nord.

## Demografía
| 1573 | 1584 | 1787 | 2636 | 3163 | 3527 |
| Para los censos de 1962 a 1999 la población legal corresponde a la población sin duplicidades (Fuente: INSEE [Consultar]) |      |      |      |      |      |